# Bahnstrecke Praha-Smíchov–Hostivice
| Kursbuchstrecke (SŽ): | 122                  |                                                   |                                                   |
| Streckenlänge: | 19,618 km            |                                                   |                                                   |
| Spurweite: | 1435 mm (Normalspur) |                                                   |                                                   |
| Streckenklasse: | C3                   |                                                   |                                                   |
| Maximale Neigung: | 15,4 ‰               |                                                   |                                                   |
| Streckengeschwindigkeit: | 70 km/h              |                                                   |                                                   |
| |                      |                                                   |                                                   |
| \| \| 0,000 \| Prag Buschtěhrader Bahnhof \| 200 m \| \| \| 0,052 \| Praha-Smíchov Na Knížecí (2010–2016) \| Praha-Smíchov Na Knížecí (2010–2016) \| \| \| \| von Praha-Smíchov severní zhlaví \| \| \| \| 0,641 \| Praha-Smíchov společné nádraží \| 200 m \| \| \| \| \| \| \| \| \| Verbindungsgleise nach Praha-Smíchov jižní zhlaví \| \| \| \| \| Erster Viadukt (Most–Praha) \| \| \| \| 4,120 \| Praha-Hlubočepy zastávka (1928–1989) \| Praha-Hlubočepy zastávka (1928–1989) \| \| \| \| Zweiter Viadukt (Praha–Most) \| \| \| \| 5,600 \| Praha-Žvahov (seit 1989) \| 255 m \| \| \| 6,572 \| Praha-Konvářka (1928–1989) \| Praha-Konvářka (1928–1989) \| \| \| 8,278 \| Praha-Waltrovka (bis 2019: Praha-Jinonice) \| 290 m \| \| \| \| vlečka Walter \| \| \| \| 8,694 \| Praha-Jinonice (seit 2019) \| 295 m \| \| \| 10,350 \| Praha-Cibulka (seit 1929) \| 310 m \| \| \| \| Cibulka (bis 1929) \| \| \| \| 11,920 \| Praha-Stodůlky (seit 1938) \| 325 m \| \| \| \| vlečka Siemens \| \| \| \| 15,324 \| Praha-Zličín früher Řepy \| 360 m \| \| \| \| Dálnice 0 (Prager Ring) \| \| \| \| 18,160 \| Hostivice-Sadová (seit 2014) \| 350 m \| \| \| 18,70 \| ehem. Europastraße 48 (Schweinfurt–Prag) \| ehem. Europastraße 48 (Schweinfurt–Prag) \| \| \| \| von Praha-Bubny (vorm. BEB) \| \| \| \| 19,618 \| Hostivice \| 355 m \| \| \| \| Verbindungskurven nach Podlešín und Rudná u Prahy \| \| \| \| \| nach Chomutov (vorm. BEB) \| \| \| \| \| \| \| \| Quellen: [1][2] \| \| \| \| |                      |                                                   |                                                   |
| Kopfbahnhof Streckenanfang (Strecke außer Betrieb) | 0,000                | Prag Buschtěhrader Bahnhof                        | 200 m                                             |
| Haltepunkt / Haltestelle (Strecke außer Betrieb) | 0,052                | Praha-Smíchov Na Knížecí (2010–2016)              | Praha-Smíchov Na Knížecí (2010–2016)              |
| Abzweig geradeaus und von links (Strecke außer Betrieb) |                      | von Praha-Smíchov severní zhlaví                  | von Praha-Smíchov severní zhlaví                  |
| Bahnhof (Strecke außer Betrieb) | 0,641                | Praha-Smíchov společné nádraží                    | 200 m                                             |
| |                      |                                                   |                                                   |
| Abzweig geradeaus und nach links |                      | Verbindungsgleise nach Praha-Smíchov jižní zhlaví | Verbindungsgleise nach Praha-Smíchov jižní zhlaví |
| Kreuzung geradeaus oben |                      | Erster Viadukt (Most–Praha)                       | Erster Viadukt (Most–Praha)                       |
| ehemaliger Haltepunkt / Haltestelle | 4,120                | Praha-Hlubočepy zastávka (1928–1989)              | Praha-Hlubočepy zastávka (1928–1989)              |
| Kreuzung geradeaus oben |                      | Zweiter Viadukt (Praha–Most)                      | Zweiter Viadukt (Praha–Most)                      |
| Bahnhof | 5,600                | Praha-Žvahov (seit 1989)                          | 255 m                                             |
| ehemaliger Haltepunkt / Haltestelle | 6,572                | Praha-Konvářka (1928–1989)                        | Praha-Konvářka (1928–1989)                        |
| Dienststation / Betriebs- oder Güterbahnhof | 8,278                | Praha-Waltrovka (bis 2019: Praha-Jinonice)        | 290 m                                             |
| Abzweig geradeaus und ehemals nach rechts |                      | vlečka Walter                                     | vlečka Walter                                     |
| Haltepunkt / Haltestelle | 8,694                | Praha-Jinonice (seit 2019)                        | 295 m                                             |
| Haltepunkt / Haltestelle | 10,350               | Praha-Cibulka (seit 1929)                         | 310 m                                             |
| ehemaliger Haltepunkt / Haltestelle |                      | Cibulka (bis 1929)                                | Cibulka (bis 1929)                                |
| Bahnhof | 11,920               | Praha-Stodůlky (seit 1938)                        | 325 m                                             |
| Abzweig geradeaus und von links |                      | vlečka Siemens                                    | vlečka Siemens                                    |
| Bahnhof | 15,324               | Praha-Zličín früher Řepy                          | 360 m                                             |
| Brücke |                      | Dálnice 0 (Prager Ring)                           | Dálnice 0 (Prager Ring)                           |
| Haltepunkt / Haltestelle | 18,160               | Hostivice-Sadová (seit 2014)                      | 350 m                                             |
| Brücke | 18,70                | ehem. Europastraße 48 (Schweinfurt–Prag)          | ehem. Europastraße 48 (Schweinfurt–Prag)          |
| Abzweig geradeaus und von rechts |                      | von Praha-Bubny (vorm. BEB)                       | von Praha-Bubny (vorm. BEB)                       |
| Bahnhof | 19,618               | Hostivice                                         | 355 m                                             |
| Abzweig geradeaus, nach links und nach rechts |                      | Verbindungskurven nach Podlešín und Rudná u Prahy | Verbindungskurven nach Podlešín und Rudná u Prahy |
| Strecke |                      | nach Chomutov (vorm. BEB)                         | nach Chomutov (vorm. BEB)                         |
| |                      |                                                   |                                                   |
| Quellen: |                      |                                                   |                                                   |

Die Bahnstrecke Praha-Smíchov–Hostivice ist eine Eisenbahnverbindung in Tschechien, die ursprünglich von der k.k. priv. Buschtěhrader Eisenbahn (BEB) erbaut und betrieben wurde. Sie beginnt im Bahnhof Praha-Smíchov und führt durch die westlichen Prager Stadtteile nach Hostivice, wo sie in die Bahnstrecke Praha–Chomutov einmündet. Die Strecke ist wegen ihrer bogenreichen, über mehrere große Viadukte verlaufenden Trassenführung auch als Prager Semmering (tschech. Pražský Semmering) bekannt.
Die Strecke Praha-Smíchov–Hostivice ist im Eisenbahnnetz der Tschechischen Republik als gesamtstaatliche Bahn („celostátní dráha“) klassifiziert.

## Geschichte
Die Strecke wurde in den Jahren 1868 bis 1872 durch die Buschtěhrader Eisenbahn erbaut. Am 3. Juli 1872 wurde die Strecke für den Güterverkehr eröffnet. Haupttransportgut waren zunächst vor allem Kohle aus dem Revier um Kladno und Holz. Ab dem 16. September 1872 verkehrten auch Personenzüge, jedoch war der Personenverkehr lange Zeit von geringer Bedeutung. Anfang des 20. Jahrhunderts fuhr nur ein einziges Reisezugpaar auf der Strecke. Während zunächst Jinonice und Řepy (heute: Praha-Zličín) die einzigen Stationen zwischen Smíchov und Hostivice waren, entstanden in den 1920er und 1930er Jahren einige neue Haltepunkte an der Strecke.
In den 1970er und 1980er Jahren wurde die Strecke von etwa acht täglichen Zugpaaren in Richtung Slaný über Hostivice und Podlešín befahren. Nach 1990 wurde der Verkehr deutlich ausgedünnt. Täglich fuhren nur zwischen zwei und vier Zügen je Tag und Richtung (mit Triebwagen betrieben) über die Strecke, die die Unterwegshalte bedienten. Auf dem kurzen Abschnitt zwischen Praha-Zličín und Hostivice verkehrten weitere Züge, hinzu kamen bis Dezember 2007 auch einige R- und Sp-Züge nach Kladno und Chomutov.
Am 1. Jänner 1993 ging die Strecke im Zuge der Dismembration der Tschechoslowakei an die neu gegründeten České dráhy (ČD) über. Seit 2003 gehört sie zum Netz des staatlichen Infrastrukturbetreibers Správa železniční dopravní cesty (SŽDC), heute: Správa železnic.

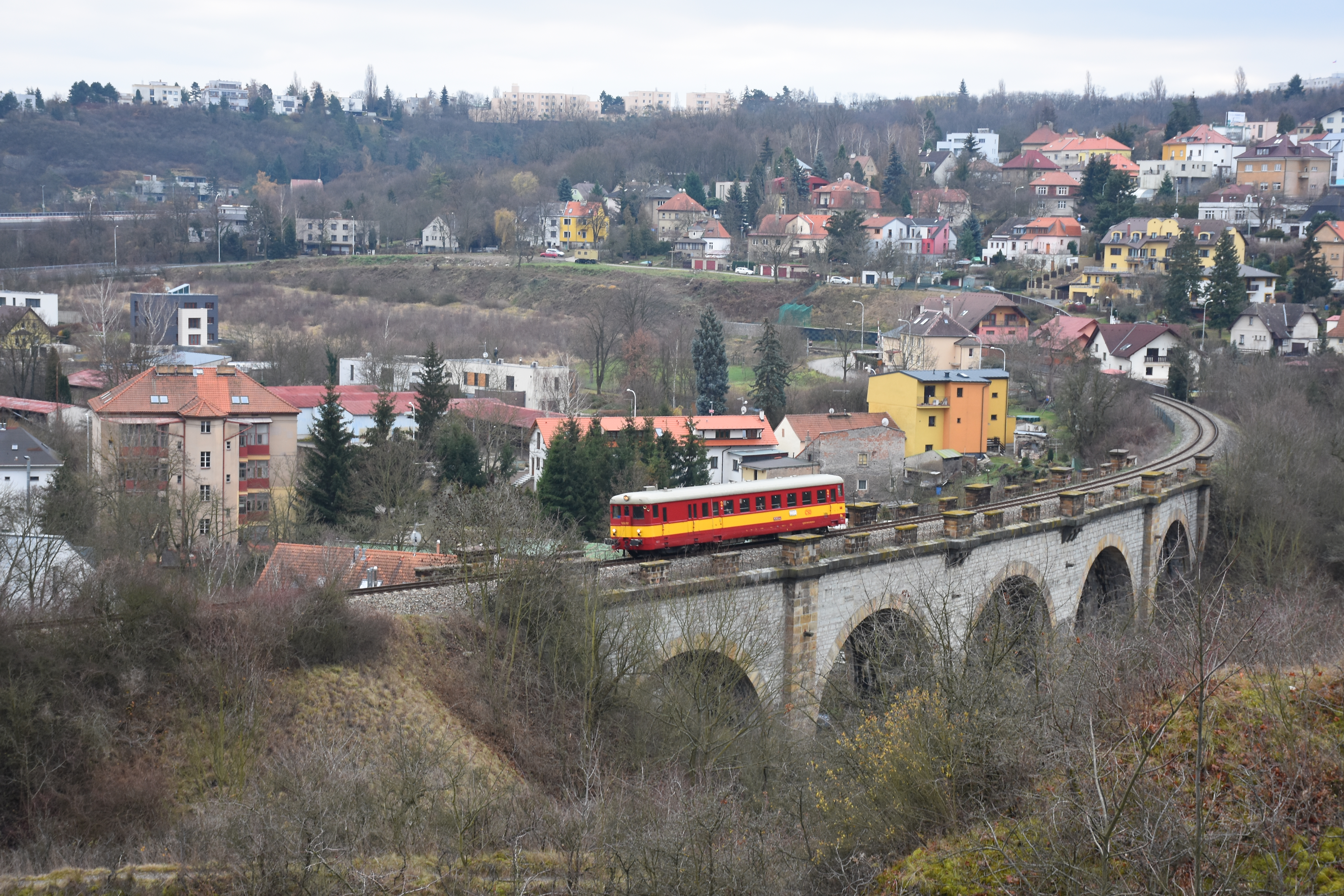
Pražský motoráček auf dem zweiten Viadukt westlich von Hlubočepy (2017)

Im Jahr 2010 wurde die Straßenbahnstrecke nach Řepy für längere Zeit gesperrt. Da der Streckenendpunkt unmittelbar am Bahnhof Praha-Zličín liegt, entschloss man sich, die Eisenbahnstrecke teilweise als Ersatz zu nutzen. Werktags verkehrten Züge im Halbstundentakt nach Zličín, am Wochenende stündlich. Ausgangspunkt der Züge war eine provisorische Haltestelle Praha-Smíchov Na Knížecí. Der Bahnsteig befand sich in den ungenutzten Güterverkehrsanlagen des Bahnhofes Praha-Smíchov, die als Rest des alten Buschtěhrader Bahnhofes bis in jüngerer Zeit fortbestanden. Dort bestand ein direkter Übergang zur Haltestelle Na Knížecí der Prager Verkehrsbetriebe. Aufgrund der überraschend hohen Nachfrage wird auch nach Beendigung der Bauarbeiten an der Straßenbahnstrecke ein dichtes Zugangebot auf der Strecke angeboten. Werktags verkehren Personenzüge im Stundentakt, am Wochenende ein Zweistundentakt, wobei die meisten Züge bis Rudná u Prahy durchgebunden werden. Hinzu kommen am Wochenende ebenfalls etwa alle zwei Stunden historische Züge des Pražský motoráček, die ohne Aufpreis benutzbar sind. Die Haltestelle Praha-Smíchov Na Knížecí wurde im Dezember 2016 wieder geschlossen, die Reisezüge werden seitdem ausnahmslos von und nach Praha hlavní nádraží durchgebunden.
In den Jahren 2017 und 2018 wurde die Strecke umfassend instand gesetzt.
Im Dezember 2024 schrieb die staatliche Infrastrukturverwaltung die Planung zur Streckenelektrifizierung mit einem Kostenrahmen von 6,7 Millionen Kč öffentlich aus. Teil der Ausschreibung ist auch eine planerische Bewertung zur möglichen Wiedereinrichtung der 1989 geschlossenen Haltestellen Praha-Hlubočepy zastávka und Praha-Konvářka.

## Streckenbeschreibung

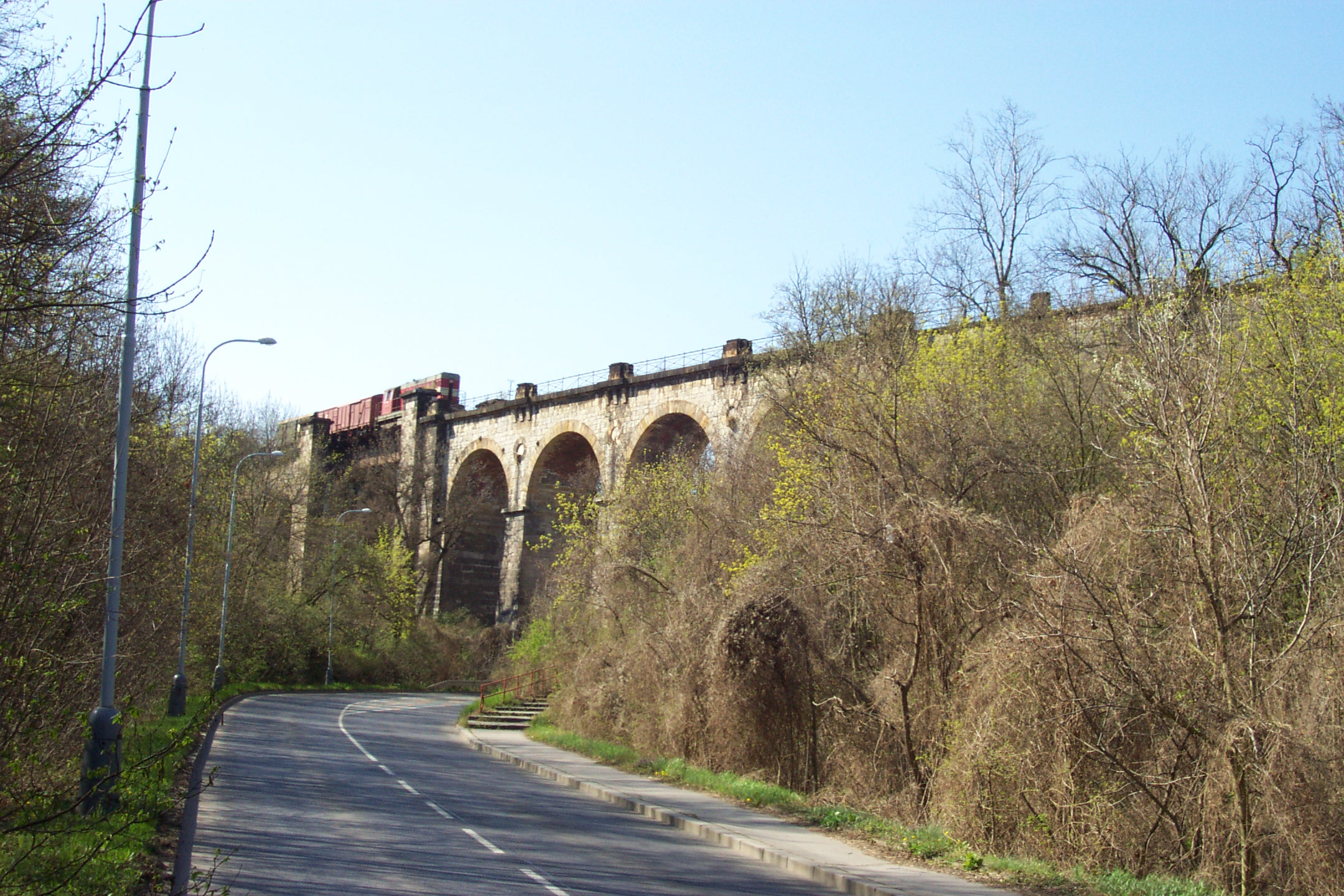
Erster Viadukt südlich von Hlubočepy

Der Beginn der Strecke lag ursprünglich im eigenständigen Buschtěhrader Bahnhof im damals noch selbständigen Smíchov. Heute liegt der Streckenanfang am Abzweig Praha-Smíchov severní zhlaví westlich der Vyšehrader Eisenbahnbrücke über die Moldau und trennt sich dort von den in den eigentlichen Bahnhof Praha-Smíchov führenden Gleisen. Die Anlagen der Strecke liegen westlich der Hauptgleise des Bahnhofs Smíchov, der Bahnhofsteil wird Praha-Smíchov společné nádraží genannt. Der Personenhalt trägt den Namen Praha-Smíchov severní nástupiště (nördlicher Bahnsteig). Dieser Bahnsteig war offiziell bis 2007 nur über einen eigenen abgelegenen Zugang aus Richtung Norden zu erreichen. Inoffiziell wurde ein Übergang über die Gleise des Bahnhofs Smíchov und durch einen Güterschuppen genutzt. Seit 2007 gibt es einen Abgang von der über die Gleisanlagen führenden „Radlicka Lavka“ genannten Fußgängerbrücke zum Bahnsteig.
Südlich des Bahnhofs beginnt der neun Kilometer lange Prager Semmering im engeren Sinn. Er überwindet in zahlreichen Bögen einen Höhenunterschied von 90 Metern. Ab dem Bahnhof Praha-Smíchov verläuft die Strecke in einem langen 180-Grad-Bogen, um dann nahe am selben Bahnhof auf größerer Höhe vorbei zu führen. Bei Zlíchov überquert die Strecke das Tal Prokopské údolí auf zwei großen, 20 und 22 Meter hohen Viadukten.
Im Anschluss wendet sich die Strecke nach Westen und führt über Praha-Jinonice und Praha-Zličín nach Hostivice.